# Казамачоли
Казамачоли (фр. Casamaccioli) насеље је и општина у Француској у региону Корзика, у департману Горња Корзика која припада префектури Кор.
По подацима из 2011. године у општини је живело 102 становника, а густина насељености је износила 2,82 становника/km². Општина се простире на површини од 36,17 км². Налази се на средњој надморској висини од 868 метара (максималној 2.320 м-, а минималној 785 м.

## Демографија
| 1962. | 1968. | 1975. | 1982. | 1990. | 1999. | 2011. |
| ----- | ----- | ----- | ----- | ----- | ----- | ----- |
| 266   | 285   | 172   | 140   | 91    | 100   | 102   |

График промене броја становника у току последњих година